# Vitomir Ujčić
Vitomir Ujčić (Pazin, 3. studenoga 1910. – Pula, 7. siječnja 1999.), hrvatski publicist, antifašist, kazališni kritičar, kulturni povjesničar, po struci profesor književnosti

## Životopis
Rođen u Pazinu. Iz hrvatske obitelji, otišao u Kraljevinu Jugoslaviju. Diplomirao slavistiku u Beogradu na Filozofskom fakultetu. Predavao na školama u Kolašinu (Crna Gora), Splitu, Novom Sadu i Beogradu. Prišao hrvatskom pokretu otpora 1944. godine. u. Referent je za srednje škole pri Oblasnom odboru za Istru 1947. godine. Nakon toga obnašao šest godina dužnost ravnatelj gimnazija u Pazinu. Godine 1953. je u Puli gdje je jednu godinu ravnatelj gimnazije i 13 godina Naučne biblioteke u Puli (danas Sveučilišna knjižnica).
Bavio se kazališnom kritikom, kulturnom prošlošću istarskog poluotoka, pisao bibliografske priloge o hrvatskom istarskom tisku i dr.

## Djela
Glavna djela: 
- Kazališni i kulturno-umjetnički život Pule u periodu od 1870. do 1918. godine (1962.)[1]
- Kazališne kritike (1989.)[1]
- Puljsko-istarski »Hrvatski list« (1915–1918) (1990.)[1]
- Istranin Evgenij Kumičić 1850–1904. u hrvatskoj politici i književnosti (1996.)[1]